# 洛斯班科斯縣

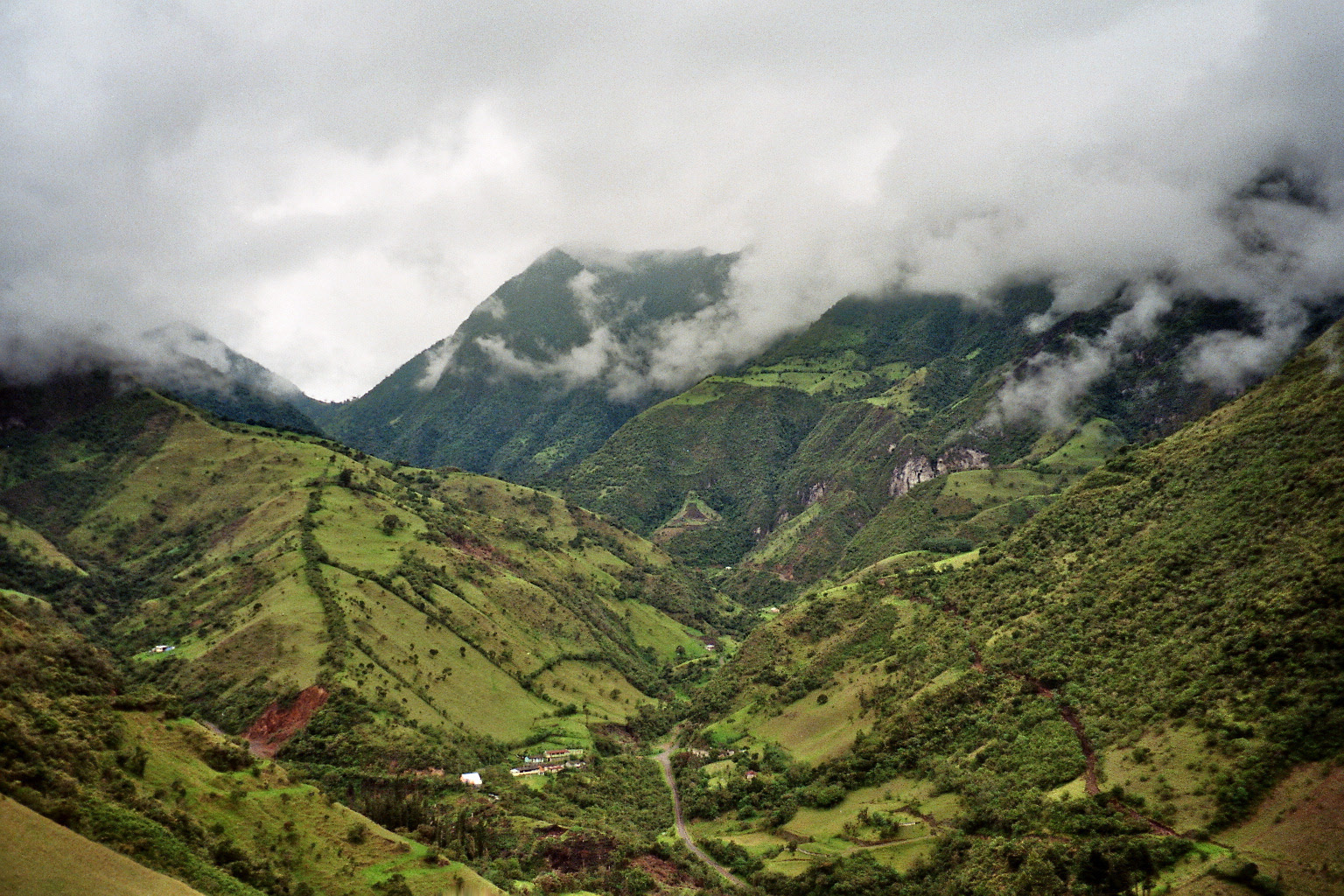

洛斯班科斯縣（西班牙語：Cantón San Miguel de Los Bancos），是厄瓜多爾的縣份，位於該國北部，由皮欽查省負責管轄，始建於1991年2月14日，面積839平方公里，海拔高度1,500米，2010年人口17,573，人口密度每平方公里20.95人。
0°13′S 78°31′W / 0.217°S 78.517°W